# Рорарии
Рора́рии (лат. rorarii) — лёгкая пехота, которая входила в состав римского легиона эпохи Ранней республики (VI—IV вв. до н. э.)

## Вооружение и тактика
В соответствии с четвёртым имущественным классом по реформе Сервия Туллия рорарии были вооружены копьём для ближнего боя и дротиком. Доспехи не носили. В построении легиона стояли во второй вексилле, сразу за триариями (стоящие за построением гастатов и принципов, и следовательно, за знамёнами, солдаты делились на 3 вексиллы — триариев, рорариев и акцензов соответственно). Во время боя рорарии в рассыпном строю проходили сквозь ряды триариев для поддержки атаки принципов.

## История
Рорарии упомянуты Титом Ливием в структуре легиона 340 года до н. э. Однако в несколько более позднем легионе, описанном Полибием, рорариев и акцензов нет. Этот факт можно связать с двумя обстоятельствами: с одной стороны значение этих двух категорий было невелико, и Полибий мог просто не обратить на них внимания; с другой стороны они могли просто на тот момент уже исчезнуть из легиона. В любом случае, к концу III века до н. э. рорариев в составе легиона уже не было.